# Les Apprentis (film, 1964)
Pour les articles homonymes, voir Les Apprentis.
Pour plus de détails, voir Fiche technique et Distribution.
Les Apprentis est un film suisse réalisé par Alain Tanner et sorti en 1964.

## Fiche technique
- Titre : Les Apprentis
- Réalisation : Alain Tanner
- Scénario : Alain Tanner
- Production : Teleproduction
- Pays d'origine :  Suisse
- Genre : Documentaire
- Durée : 80 minutes
- Date de sortie : Suisse - juin 1964